# 棘烟管鱼
，又名棘马鞭鱼或无鳞烟管鱼，为烟管鱼科烟管鱼属的鱼类。分布于热带海洋如台湾东北海域、高雄等。该物种的模式产地在红海。
它体长100-160公分，栖息于礁石栖地，深度上下限为0-132米。